# Orientalische Küche

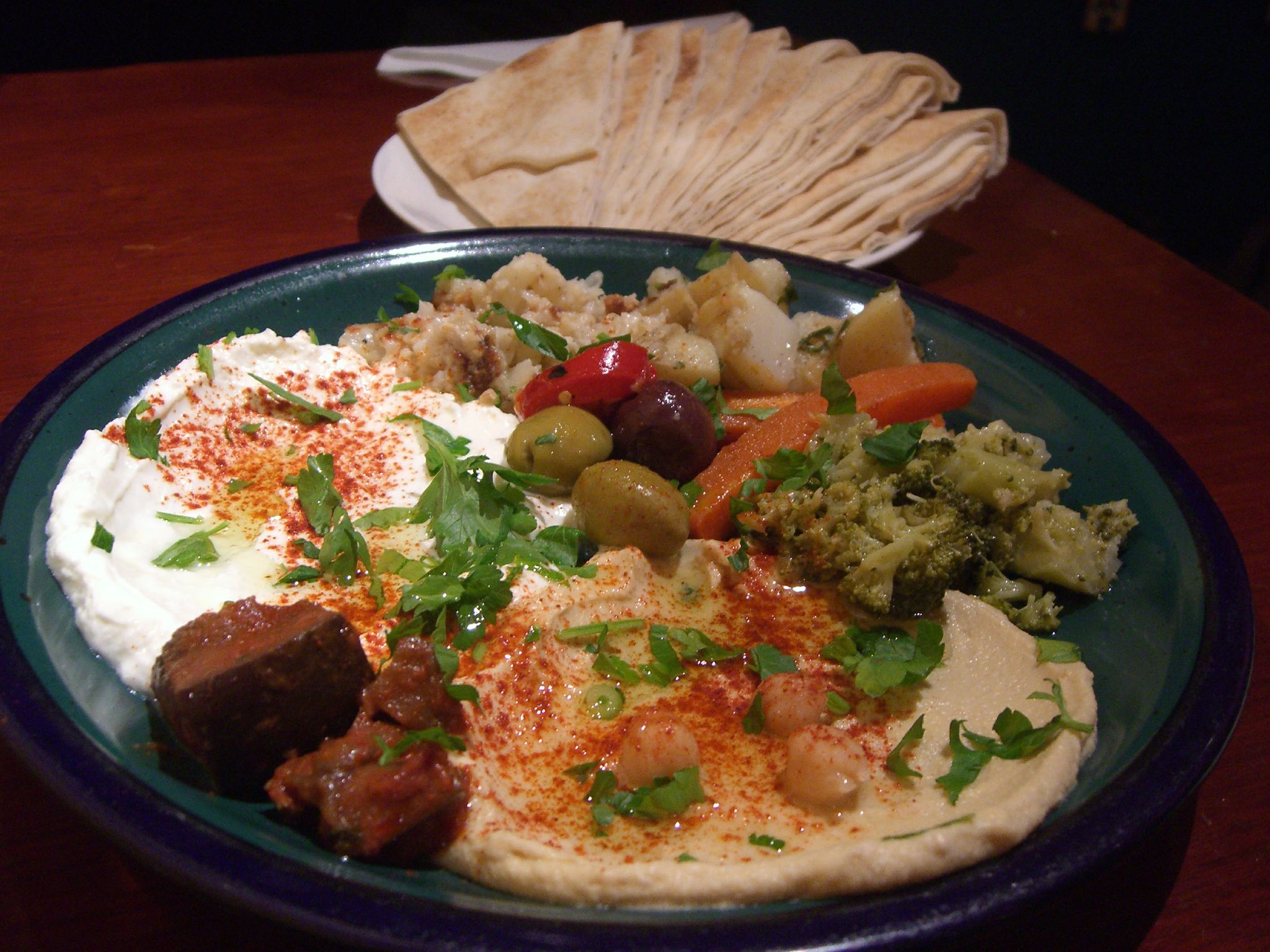
Joghurt und Hummus für zwei Personen in einem marokkanischen Imbiss

Der Geltungsbereich der orientalischen Küche lässt sich heute nach geographischen wie kulturellen Gesichtspunkten grob in folgende Räume gliedern: Nordafrika (Maghreb), Vorderasien (Levante, Arabische Halbinsel sowie die heutige Türkei und Kaukasien), das Gebiet des heutigen Iran und das Einflussgebiet Persiens im Altertum (Teile Zentralasiens, Afghanistan) und Teile des indischen Subkontinents (Pakistan).
Historisch gründet sich die orientalische Küche auf die Gebiete des sogenannten Fruchtbaren Halbmondes und damit auf Einflüsse der alten Kochtraditionen Mesopotamiens, wie die des antiken Mittelmeerraumes bis in byzantinische Zeit, auf Armenien, den indischen Subkontinent und Teile Zentralasiens (Seidenstraße).
Die orientalische Küche hatte unter anderem Einfluss auf die Balkanküchen oder jene Siziliens. Ebenso wurden einige Gerichte der islamisierten Turkvölker in die chinesische Küche übernommen.
Schon in vorislamischer Zeit wurden Zuckerrohr, Reis und das Huhn aus Indien eingeführt. Die Nahrungsgrundlage bilden Weizen (als Brotgetreide und vor allem in Form von Weizengrieß, Couscous oder Bulgur), Hirse, Datteln (das Brot der Wüste), diverse Gemüsesorten (oft gefüllt, als Schmorgericht oder milchsauer eingelegt) und Hülsenfrüchte.
Ziegen, Schafe, Hühner, seltener Rinder und Kamele decken den Bedarf an tierischen Nahrungsmitteln.
Vor allem die Milchwirtschaft bildet einen wesentlichen Unterschied zur asiatischen Küche – mit einer regionalen Ausnahme, nämlich der Pferde- und Yakhaltung in Zentralasien, die auch der Milchproduktion dient (Kumys, vergorene Stutenmilch).
Daneben wirkten vor allem der Gewürzhandel und die islamischen Speisevorschriften (siehe Halāl) prägend, auch wenn letztere für die religiösen Minoritäten nicht bindend sind (etwa bei den Kopten und Armeniern).
In Städten wie Bagdad oder Damaskus entstanden schon früh spezialisierte Bereiche der Lebensmittelproduktion, die somit aus den Haushalten ausgelagert waren, etwa für Brot und Backwaren.
Wobei das Brot (in vielerlei Formen) im Orient fester Bestandteil jeder Mahlzeit ist und somit jene Rolle erfüllt, die in den asiatischen Küchen der Reis innehat. Das Brot wird fast immer in Stücke gebrochen statt es zu schneiden. Es dient auch zum Aufnehmen der Speisen oder als Grundlage für Süßspeisen, wie beispielsweise Om Ali.
Neben vielem anderen bereicherten unter anderen Granatapfel, Rhabarber, Spinat, Schalotte, Zitrusfrüchte, kandierte Früchte, Kaffee (ursprünglich aus Äthiopien) und Sherbet im Lauf der Zeit auch die europäische Küche.
Die orientalische Küche changiert zwischen ruralen Gerichten, wie etwa gegrilltem Schafskopf, raffinierten Speisefolgen, bestehend aus kleinen Tellergerichten (den sog. Mezze) und exotisch gewürzten Süßwaren. Typisch ist neben der Verwendung zahlreicher Gewürze und Gewürzmischungen (z. B. Ras el-Hanout) auch die Verbindung von Fleisch und süß in einem Gericht (etwa bei Fleischbällchen in Zuckersirup oder Hühnchen in Vanillesauce: Tavuk Gogsü Kazandibi, einem Gericht aus der Türkei). Wenig überraschend finden sich auch viele Zubereitungsarten unter anderem Namen und nur unwesentlich abgewandelt in allen Regionalküchen des Orients, etwa div. Gemüse-Joghurtgerichte oder Joghurtgetränke.
Die moderne orientalische Küche bildete sich in ihrer „endgültigen“ Form durch die Agrarimporte aus der Neuen Welt aus, vor allem Paprika (Chili), Tomate, Mais, Kartoffel, Sonnenblume, um nur die wichtigsten zu nennen, ohne die viele Gerichte undenkbar wären.

## Landes-/Regionalküchen
- Afghanische Küche
- Arabische Küche
- Armenische Küche
- Georgische Küche
- Indische Küche
- Libanesische Küche
- Persische Küche
- Türkische Küche
- Nordafrikanische Küche
- Kurdische Küche